# Sideroxylon inerme
Sideroxylon inerme är en tvåhjärtbladig växtart som beskrevs av Carl von Linné. Sideroxylon inerme ingår i släktet Sideroxylon och familjen Sapotaceae.

## Underarter
Arten delas in i följande underarter:
- S. i. cryptophlebium
- S. i. diospyroides
- S. i. inerme

## Bildgalleri

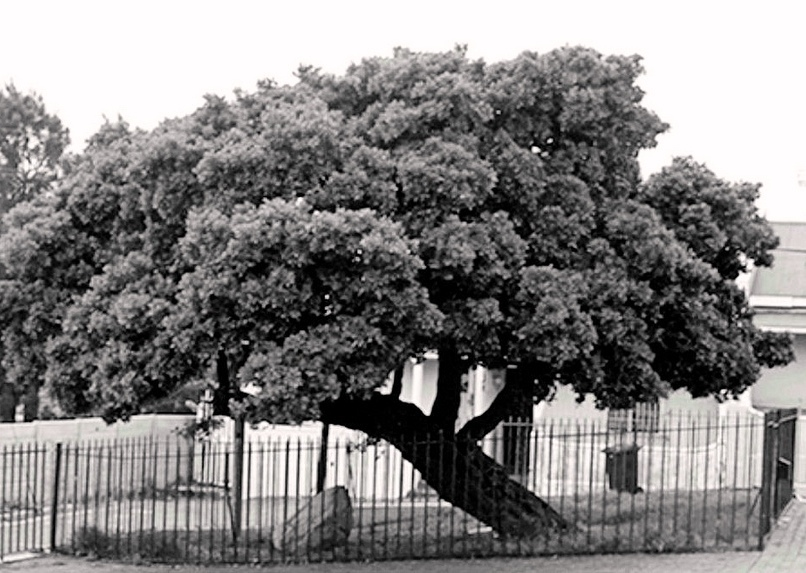
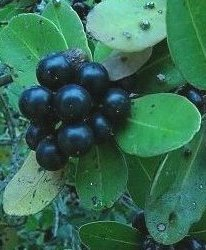
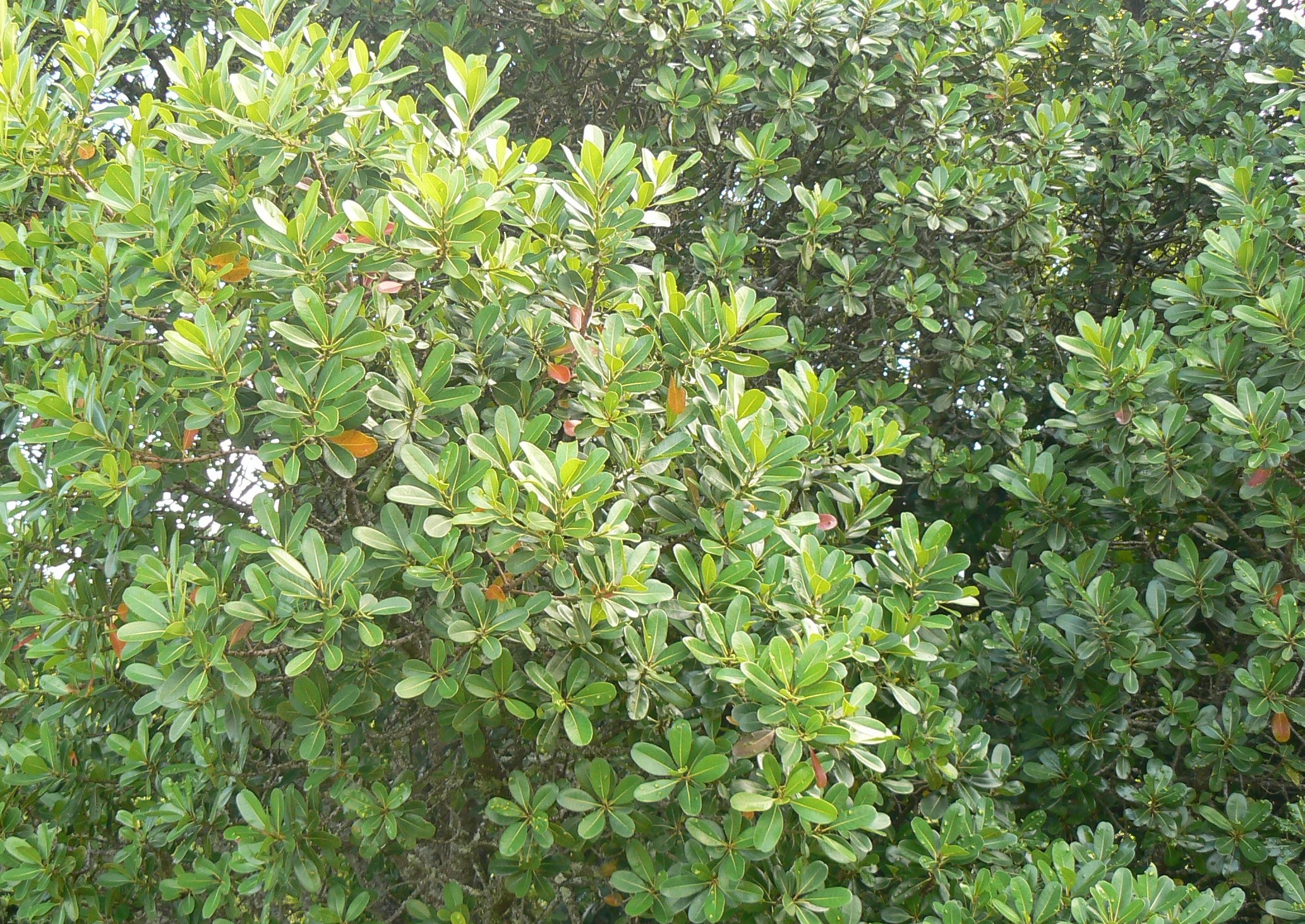
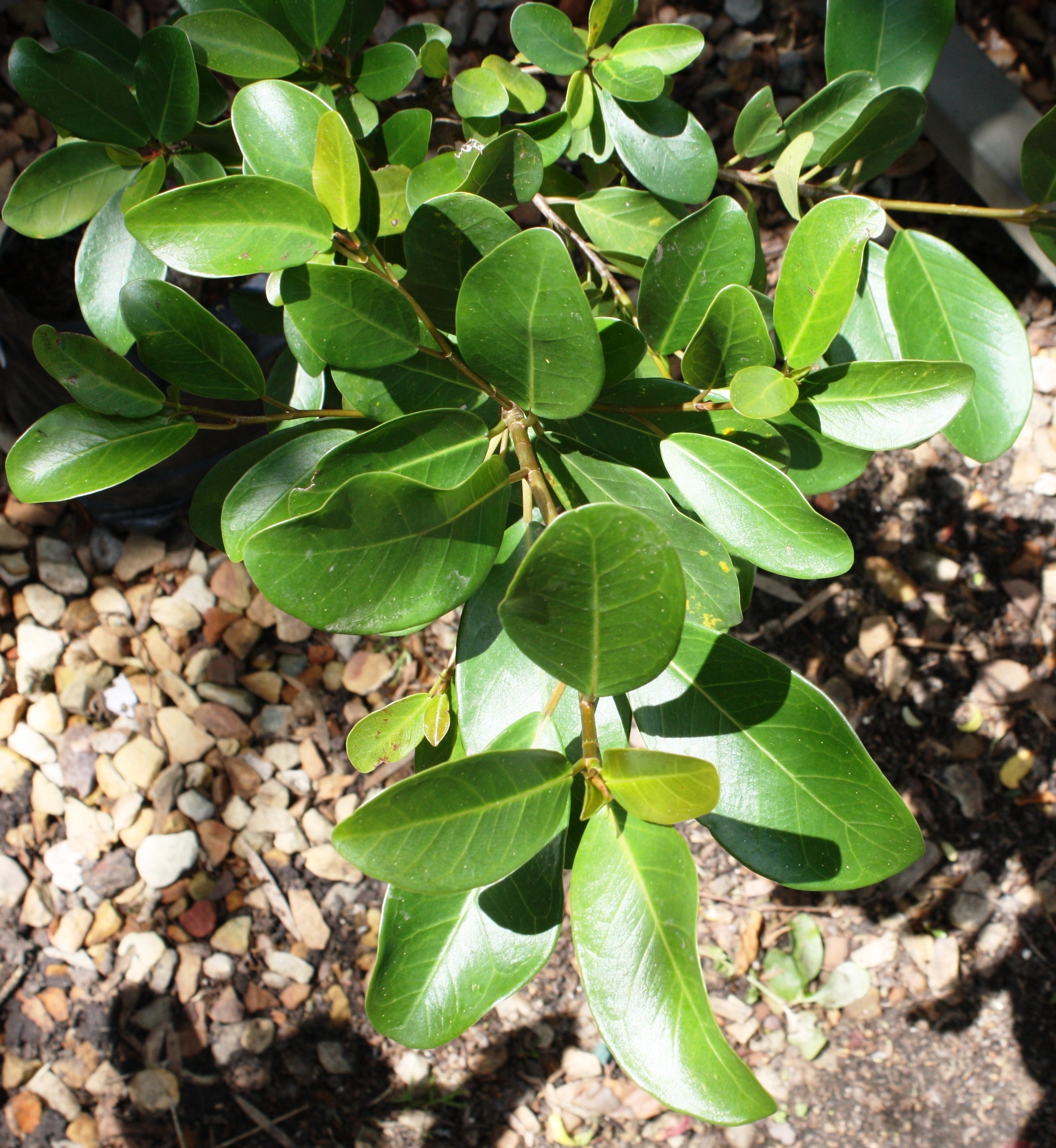